# Zofia Sara Syrkin-Binsztejnowa
Zofia Sara Syrkin-Binsztejnowa (ur. 15 grudnia 1891 w Bielsku Podlaskim, zm. 18 stycznia 1943) – polsko-żydowska lekarka i działaczka społeczna, ofiara Zagłady.
Studia medyczne ukończyła w Kijowie. W latach 1920–1921 odegrała kluczową rolę w zwalczaniu epidemii tyfusu w Zachodniej Galicji. W latach 1922–1925 zajmowała wysokie stanowisko w strukturach Towarzystwa Ochrony Zdrowia Ludności Żydowskiej w Polsce (TOZ). Była inicjatorką utworzenia Szkoły pielęgniarstwa przy Szpitalu Starozakonnych w Warszawie. Po rozpoczęciu niemieckiej okupacji i utworzeniu getta warszawskiego współpracowała z TOZ i Żydowską Samopomocą Społeczną, przez dziewięć miesięcy była także dyrektorem w Wydziale Zdrowia warszawskiego Judenratu. Zajmowała się przede wszystkim zwalczaniem epidemii tyfusu, była również zaangażowana w pomoc żydowskim uchodźcom i wysiedleńcom.
Poniosła śmierć w 1943 roku, w trakcie tzw. akcji styczniowej w getcie warszawskim.

## Życiorys

### Edukacja i początki pracy zawodowej
Urodziła się 15 grudnia 1891 roku w Bielsku Podlaskim. Przy urodzeniu nadano jej imię Sora. Jej ojciec, Szolom Syrkin, był z zawodu kupcem. Dwoje jej rodzeństwa, brat Efim i siostra Fanny, również wybrało karierę medyczną.
Ukończyła gimnazjum w Białymstoku. W tym czasie w carskiej Rosji kobiety nie mogły podejmować studiów uniwersyteckich. Z tego powodu, prawdopodobnie w 1910 roku, rozpoczęła naukę na prywatnych Wyższych Kursach Kobiecych w Kijowie, które były przeznaczone dla kobiet pragnących zdobyć wykształcenie medyczne. Niedługo później, w 1911 roku, władze carskie zliberalizowały jednak przepisy dotyczące kształcenia kobiet, przyznając absolwentkom Wyższych Kursów uprawnienia równe absolwentom uczelni wyższych. Nowe prawo umożliwiło jej również przystąpienie wiosną 1915 roku do egzaminów końcowych na Cesarskim Uniwersytecie Kijowskim Świętego Włodzimierza. Zdawszy je pomyślnie, 30 maja tegoż roku otrzymała dyplom lekarski.
Po ukończeniu edukacji przeniosła się do Moskwy. Jej pierwszym miejscem pracy był stołeczny szpital Czerwonego Krzyża. Następnie pracowała jako lekarz sanitarny w miejskich służbach ochrony zdrowia, a później została lekarką szkolną. Po wybuchu rosyjskiej rewolucji w 1917 roku powróciła do Kijowa. Podjęła tam pracę w szpitalu uniwersyteckim, na stanowisku asystentki. Gdy rosyjska wojna domowa rozszerzyła się na tereny Ukrainy, postanowiła przenieść się do Królestwa Kongresowego. W październiku 1918 roku, na miesiąc przed odzyskaniem przez Polskę niepodległości, opuściła Kijów i udała się do Warszawy.

### Okres międzywojenny
W odrodzonej Polsce posługiwała się imieniem Zofia. Niemniej nigdy nie wyrzekła się żydowskiej tożsamości. W oficjalnych dokumentach konsekwentnie podawała narodowość żydowską, a w latach 30. zaczęła również używać drugiego imienia Sara.
Prawdopodobnie w 1919 roku została zmobilizowana w szeregi Wojska Polskiego. Wkrótce została także zaangażowana w działalność pomocową organizowaną pod auspicjami American Jewish Joint Distribution Committee (Joint). W kwietniu 1920 roku oddelegowano ją do Krakowa z zadaniem zorganizowania sekcji sanitarnej przy lokalnym oddziale Żydowskiego Komitetu Pomocy. Jej głównym zadaniem było zwalczanie epidemii tyfusu plamistego, który szerzył się w tym czasie w Zachodniej Galicji. Zajmowała się m.in. organizacją akcji edukacyjnych, higienicznych i dezynsekcyjnych oraz tworzeniem placówek sanitarnych i medycznych. Korzystając z uprawnień, które posiadała, będąc wojskowym lekarzem działającym na podstawie upoważnień Naczelnego Nadzwyczajnego Komisariatu ds. walki z epidemiami, umiejętnie łączyła tradycyjne środki przeciwepidemiczne z bardziej nowatorskimi rozwiązaniami. Starała się przy tym z taktem i zrozumieniem odnosić do żydowskich tradycji i stosunków społecznych – niekiedy stanowiących przeszkodę w zwalczaniu tyfusu. W szczególności starała się aktywnie angażować żydowskie społeczności w prewencję i zwalczanie epidemii. Z jej inicjatywy na krakowskim Kazimierzu uruchomiono nocne schronisko dla podróżnych i uchodźców oraz klinikę ambulatoryjną. Przypisuje się jej zasługę uwolnienia od tyfusu żydowskich dzielnic Krakowa.
Jej sukcesy wywarły duże wrażenie na kierownictwie Jointu. We wrześniu 1921 roku została mianowana kierownikiem Wydziału Edukacji Zdrowotnej i Propagandy w warszawskim oddziale tej organizacji. Była jedną z inicjatorek utworzenia Towarzystwa Ochrony Zdrowia Ludności Żydowskiej w Polsce (TOZ). Początkowo odrzuciła jednak ofertę objęcia wysokiej pozycji w jego strukturach. Ostatecznie w listopadzie 1922 roku została jednak przeniesiona ze struktur Jointu do TOZ. Przez następne trzy lata piastowała stanowisko dyrektora zarządzającego TOZ.
Jako że w Warszawskiej Szkole Pielęgniarstwa (WSP) obowiązywała de facto zasada numerus nullus, wyszła z inicjatywą powołania osobnej szkoły dla pielęgniarek żydowskich. Efektem jej starań powołano w marcu 1922 roku Towarzystwo Popierania Szkoły Pielęgniarek (TPSP); w listopadzie tegoż roku została członkiem jego zarządu. Opracowała także projekt curriculum dla projektowanej placówki. Opowiadała się przy tym za bardziej ambitnym programem nauczania, niż proponował amerykański lekarz dr Jacob J. Golub, który pełnił podówczas funkcję dyrektora Departamentu Medyczno-Sanitarnego Jointu. Optowała za tym, by nauczanie trwało dwa lata. Oczekiwała, że żydowskie pielęgniarki staną się krzewicielkami oświaty i higieny wśród mas żydowskich. Jednocześnie zakładała, że możliwość wykonywania zawodu pielęgniarki umożliwi wielu żydowskimi kobietom uzyskanie ekonomicznej niezależności. Działalność Szkoły pielęgniarstwa przy Szpitalu Starozakonnych w Warszawie uroczyście zainaugurowano w jej obecności 8 lipca 1923 roku.
Około 1925 roku zakończyła pracę w strukturach TOZ. Na temat dalszego przebiegu jej kariery zawodowej nie zachowało się zbyt wiele informacji. Prawdopodobnie pracowała jako lekarz szkolny oraz prowadziła prywatną praktykę lekarską w Warszawie. W 1936 roku została mianowana rzecznikiem dyscyplinarnym przy Izbie Lekarskiej Warszawsko–Białostockiej. Nadal udzielała się społecznie. Była członkinią Stowarzyszenia Medyków Żydów, zajmowała również kierownicze stanowisko w strukturach Żydowskiego Stowarzyszenia Kobiet (Yiddishe Froyen Asosiatsiye, YFA). Według dokumentacji za 1928 rok należała ponadto do zarządu TPSP.
Współzałożycielka w 1919 roku a następnie w latach 30. przewodnicząca Związku Kobiet Żydowskich w Polsce (Jidiszer Frojen-Farband in Pojln). W 1927 roku kandydowała w wyborach do warszawskiej Rady Miejskiej z 26. miejsca na liście Żydowskiego Bloku Narodowego (ŻBN). Nie udało jej się zdobyć mandatu. Publikowała liczne artykuły dotyczące zdrowia i higieny na łamach dziennika „Nasz Przegląd”.
Z zachowanych rejestrów lekarskich wynika, że w 1938 roku była już na emeryturze i nie wykonywała praktyki lekarskiej. Nie jest przy tym jasne, dlaczego zdecydowała się przejść na emeryturę w wieku zaledwie 47 lat.

### II wojna światowa
Po wybuchu II wojny światowej powróciła do działalności publicznej. W pierwszych miesiącach niemieckiej okupacji, w okresie poprzedzającym utworzenie getta warszawskiego, współpracowała przede wszystkim z żydowskimi organizacjami społecznymi – TOZ i Żydowską Samopomocą Społeczną (ŻSS). W pierwszej z tych organizacji pełniła funkcję naczelnego lekarza „punktów” dla uchodźców. Na tym stanowisku nadzorowała pracę lekarzy i pielęgniarek, którzy w 92 „punktach”, nad którymi TOZ i  ŻSS sprawowały pieczę, nieśli pomoc żydowskim uchodźcom i wysiedleńcom napływającym do Warszawy.
Gdy wiosną 1940 roku wśród warszawskich Żydów zaczął szerzyć się tyfus, skoncentrowała swoje wysiłki na walce z epidemią. Wdrożyła przy tym wiele środków, które zastosowała z powodzeniem w latach 1920–1921. Dotychczasowy dział opieki sanitarnej TOZ przekształciła w Wydział do Walki z Epidemiami. Do jego zadań należała m.in. organizacja kolumn dezynfekcyjnych oraz organizacja i nadzór nad dwoma kąpieliskami i pralnią. Pracownicy wydziału we współpracy z ŻSS i podległymi jej komitetami domowymi organizowali ponadto lustracje domów oraz przeprowadzali akcje uświadamiające i profilaktyczne.
W listopadzie 1940 roku znalazła się w getcie warszawskim. Niedługo później na bazie kierowanego przez nią Wydziału do Walki z Epidemiami utworzono Wydział Zdrowia Judenratu. Jego przewodniczącym został Izrael Milejkowski, podczas gdy Syrkin-Binsztejnowa objęła stanowisko dyrektorskie. Nastąpiło to prawdopodobnie w styczniu 1941 roku. Weszła w skład ścisłego kierownictwa Wydziału Zdrowia. Ponadto z jej inicjatywy w czerwcu lub lipcu 1941 roku powołano Instytut Chemiczno-Bakteriologiczny, który zajmował się kontrolą przydatności do spożycia produktów sprzedawanych w getcie, a także kontrolą jakości dostarczanych do getta szczepionek. Nadal koncentrowała się jednak na walce z epidemią tyfusu (jej szczyt przypadł na lato 1941 roku). Wobec nazistowskiej polityki, której celem były degradacja i wyniszczenie ludności żydowskiej, jej wysiłki były jednak skazane na niepowodzenie.
28 sierpnia 1941 roku na ul. Krochmalnej – uznawanej za wylęgarnię chorób zakaźnych – przeprowadzono szeroko zakrojoną akcję odwszawiania. Funkcjonariusze niemieckiej Ordnungspolizei, polskiej „policji granatowej” oraz Żydowskiej Służby Porządkowej, pod nadzorem niemieckich urzędników oraz przy pomocy polskich i żydowskich lekarzy, zablokowali ul. Krochmalną, po czym wypędzili z domów kilkanaście tysięcy mieszkańców, zamierzając doprowadzić ich do publicznych łaźni. W międzyczasie w domach przeprowadzano odwszawianie. Akcja szybko przerodziła się jednak w „medyczną i humanitarną katastrofę”. Niektórzy Żydzi musieli oczekiwać pod gołym niebem przez blisko 24 godziny, bez wody i pożywienia. W międzyczasie członkowie kolumn dezynfekcyjnych ograbiali opustoszałe mieszkania. Gdy głodującym dostarczono w końcu zupę, z powodu braku naczyń musieli nabierać ją w czapki lub nawet gołymi rękoma. Naczelny lekarz miejski (Amtsarzt) dr Wilhelm Hagen, który prawdopodobnie był inicjatorem akcji, winą za ten blamaż obarczył Syrkin-Binsztejnową. Podczas spotkania z przewodniczącym Judenratu Adamem Czerniakowem, które odbyło się 15 września tegoż roku, wymusił jej zwolnienie z Wydziału Zdrowia.
Nie jest pewne, czym zajmowała się w późniejszym okresie. Prawdopodobnie nadal współpracowała z TOZ i ŻSS. Według Ludwika Hirszfelda zajmowała się sprawami higieny w szkołach żydowskich, na których ponowne otwarcie Niemcy zezwolili we wrześniu 1941 roku.
Zginęła 18 stycznia 1943 roku w trakcie akcji styczniowej w getcie warszawskim. Jest możliwe, że wraz z dr. Jakubem Rosenblumem została ujęta w prowizorycznej siedzibie TOZ przy ul. Gęsiej 12 i stamtąd zabrana na Umschlagplatz. W tym samym transporcie znalazł się również dr Izrael Milejkowski. Według niektórych relacji Milejkowski miał na Umschlagplatzu wygłosić przemówienie do grupy ujętych medyków, a następnie Syrkin-Binsztejnowa zaaplikowała wszystkim śmiertelną dawkę morfiny, po czym sama popełniła samobójstwo. Według innych źródeł wydarzenia te rozegrały się w pociągu zmierzającym do obozu zagłady w Treblince, przy czym istnieje także relacja, według której Syrkin-Binsztejnowa, Milejkowski i Rosenblum zażyli w pociągu cyjanek potasu.